# 庫塞夫角

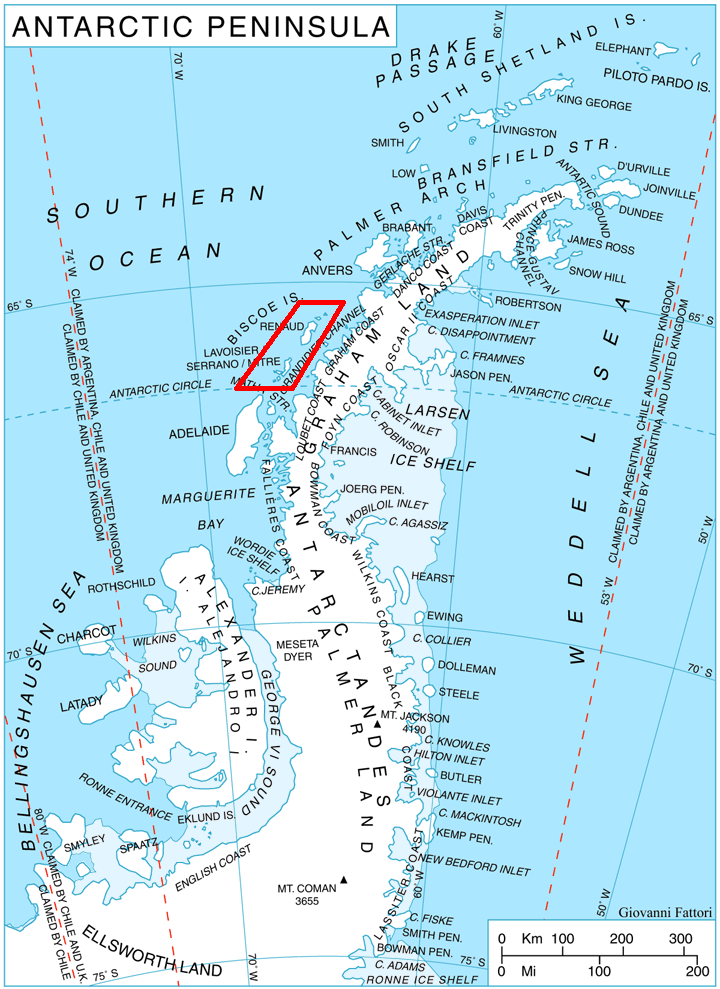

庫塞夫角（英語：Kusev Point），是南極洲的海岬，位於皮克維克島北端，處於索耶島以南1.6公里和普拉庫德角西北面1.6公里，屬於比斯科群島的一部分，現時由南極條約體系管理。